# Ahlam
Ahlam (in arabo أحلام‎?), pseudonimo di Ahlam Ali Al Shāmsi (in arabo أحلام علي الشامسي‎?; Manama, 15 febbraio 1969), è una cantante bahreinita naturalizzata emiratina, molto popolare nei paesi del Golfo Persico.

## Biografia
Nata in Bahrain, cominciò a cantare da piccola, esibendosi a feste e matrimoni. Fu notata da un compositore kuwaitiano, Anwar Abdullah, che la fece mettere sotto contratto dalla casa discografica Funoon Al Emarat. Nel 1996 ha ricevuto la cittadinanza degli Emirati Arabi Uniti, e vive tra la capitale Dubai e la capitale del Qatar, Doha: è infatti sposata col pilota di rally qatariota Mubarak Al-Hajiri.

## Discografia
- Motheer (1995, Funoon Al Emarat)
- Ma'aa Al Salamah (1996, Funoon Al Emarat)
- Kaif Artha (1997, Funoon Al Emarat)
- Ma yeseh Ela El Saheeh (1998, Funoon Al Emarat)
- Tabee'ee (1999, Funoon Al Emarat)
- Mekhtlef (2000, Funoon Al Emarat)
- Le Elmak Bas (2001, Funnon Al Emarat)
- Ahsan (2003, Alam El Phan)
- El Thokol Sana'a (2006, Rotana Records)
- Hatha Ana (2009, Rotana Records)